# Handiyane Math, Siddapur
Handiyane Math là một làng thuộc tehsil Siddapur, huyện Uttara Kannada, bang Karnataka, Ấn Độ.